# Franz Karl Becke
Franz Karl Freiherr von Becke (* 31. Oktober 1818 in Kolinec, Böhmen; † 15. Jänner 1870 in Wien) war ein österreichischer Beamter, Diplomat, Politiker und 1867 bis 1870 der erste gemeinsame Reichsfinanzminister Österreich-Ungarns.

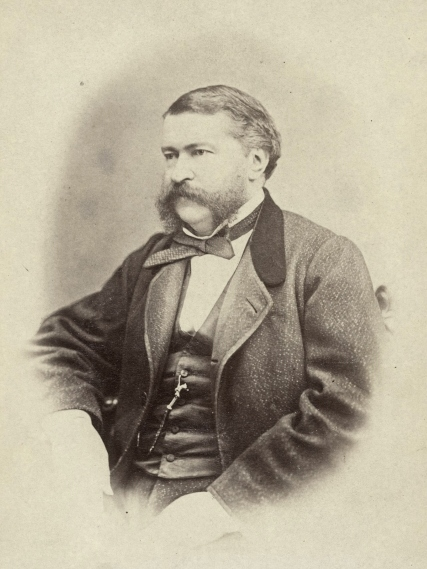
Franz Karl Freiherr von Becke

## Leben
Franz Karl Becke absolvierte in Prag ein Studium der Rechtswissenschaften und trat 1840 in den Staatsdienst des Kaisertums Österreich ein. 1846–50 am Konsulat in Galați, 1850 im Generalkonsulat in Ägypten, 1853–56 Leiter des Generalkonsulats in Konstantinopel, war er anschließend bis 1861 wieder in Galați als Vertreter Österreichs Vorsitzender der Kommission zur Regelung der Donauschifffahrt. Ab 1861 fungierte er als Vizepräsident der Zentralseebehörde in Triest und wurde 1865 Sektionschef in Finanzministerium.
Unter den Ministerpräsidenten Richard Belcredi und Friedrich Beust war er Unterstaatssekretär im Finanzministerium, 1867 Finanzminister und nach dem Österreichisch-Ungarischen Ausgleich von 24. Dezember 1867 bis zu seinem Tod gemeinsamer Finanzminister der Doppelmonarchie.